# The Graffiti Artist
The Graffiti Artist je americký hraný film z roku 2004, který režíroval James Bolton podle vlastního scénáře. Snímek měl světovou premiéru na Berlínském mezinárodním filmovém festivalu 12. února 2004.

## Děj
Nick bydlí v Portlandu, potlouká se a jeho jedinou zálibou je graffiti. Jedné noci ho však chytne policie a je propuštěn na podmínku. Odjede proto do Seattlu, kde se seznámí s Jessem, který má stejné záliby, a také pochází z Portlandu. Společně po nocích chodí městem a vytvářejí po zdech obrazy. Po čase se intimně sblíží, avšak Jesse je poté odtažitý a vrátí se do Portlandu. Nick za ním odjede, avšak Jesse se s ním nechce vidět. Nick proto dál maluje sám, je však opět chycen policií a odsouzen na 4 měsíce do vězení. Ani po propuštění se však nehodlá vzdát graffiti.

## Obsazení
| Ruben Bansie  | Nick  |
| Pepper Fajans | Jesse |